# Jan Gałuszka
Jan Gałuszka (ur. 17 grudnia 1902 w Gliwicach, zm. prawdop. w 1981 w Niemczech) – polski zapaśnik, uczestnik Letnich Igrzysk Olimpijskich w Amsterdamie w 1928 roku.

## Życiorys
Syn Jana i Marty Schiffczyk. Na początku lat dwudziestych w Towarzystwie Gimnastycznym „Sokół” Sobieszowice. W latach 1923–1935 reprezentował barwy Sokoła Katowice. Dziesięciokrotny mistrz Polski w wadze półciężkiej (1925–1928) i średniej (1929–1933, 1935). Trzykrotnie startował w Mistrzostwach Europy (1927, 1931, 1935).
Na igrzyskach olimpijskich w 1928 roku w Amsterdamie startował w wadze ciężkiej. Po dwóch przegranych walkach eliminacyjnych odpadł z turnieju. Karierę zakończył w 1935. W 1937 uzyskał uprawnienia trenera związkowego. Zmarł w 1981 w RFN.

## Odznaczenie
- Brązowy Krzyż Zasługi RP (1936)[3]